# Cyclosternum spinopalpus
Cyclosternum spinopalpus là một loài nhện trong họ Theraphosidae.
Loài này thuộc chi Cyclosternum. Cyclosternum spinopalpus được miêu tả năm 1996 bởi Schaefer.